# Intégramme
Les intégrammes, ou logigrammes, sont un type de casse-tête logique. On donne un certain nombre d'indices, desquels il faudra déduire l'intégralité des relations entre tous les éléments.  

## Exemple des cinq maisons
Un des intégrammes les plus célèbres est celui des cinq maisons, parfois appelé énigme d'Einstein en référence au fait qu'il aurait été inventé par le physicien Albert Einstein alors qu'il était enfant ; certains ajoutent qu'Einstein aurait dit que « seulement 2 pour cent de la population est capable de la résoudre ». Il est aussi parfois attribué à Lewis Carroll. Cependant, il n'existe aucune preuve de la paternité de l'un ou de l'autre sur cette énigme.
Il en existe plusieurs versions. La première publication connue date du 17 décembre 1962 dans le magazine Life, invitant les lecteurs à envoyer la solution à la rédaction du magazine s'ils l'avaient trouvée. L'édition du 25 mars 1963 contenait la solution et les noms de plusieurs centaines de personnes de par le monde qui avaient répondu.
Cet intégramme surprend le lecteur à cause des questions posées, relatives à des éléments non cités dans les indices.
Dans l'exemple des cinq maisons, il y a un énoncé et 14 indices.
Cinq hommes de nationalité et de professions différentes habitent avec leur animal préféré cinq maisons de couleurs différentes où ils boivent leur boisson préférée.
1. L'Anglais habite la maison rouge.
2. L'Espagnol adore son chien.
3. L'Islandais est ingénieur.
4. La maison verte sent bon le café.
5. La maison verte est située immédiatement à gauche de la blanche.
6. Le sculpteur possède un âne.
7. Le diplomate habite la maison jaune.
8. Le Norvégien habite la première maison à gauche.
9. Le médecin habite la maison voisine de celle où demeure le propriétaire du renard.
10. La maison du diplomate est voisine de celle où il y a un cheval.
11. On boit du lait dans la maison du milieu.
12. Le Slovène boit du thé.
13. Le violoniste boit du jus d'orange.
14. Le Norvégien demeure à côté de la maison bleue.

Question : Qui boit de l'eau ? Et qui élève le zèbre ?
Voici une méthode de résolution utilisant un tableau :
Tout d'abord, utilisons les propriétés 8 et 11 qui donnent des indications spatiales. Elles nous permettent de placer le Norvégien et le buveur de lait.
| Position de la maison | 1         | 2 | 3    | 4 | 5 |
| --------------------- | --------- | - | ---- | - | - |
| Couleur de la maison  | X         | X | X    | X | X |
| Nationalité           | Norvégien | X | X    | X | X |
| Animal préféré        | X         | X | X    | X | X |
| Boisson préférée      | X         | X | Lait | X | X |
| Métier                | X         | X | X    | X | X |

La propriété 14 est maintenant facile à exploiter, puisque le Norvégien est tout à gauche :
| Position de la maison | 1         | 2     | 3    | 4 | 5 |
| --------------------- | --------- | ----- | ---- | - | - |
| Couleur de la maison  | X         | Bleue | X    | X | X |
| Nationalité           | Norvégien | X     | X    | X | X |
| Animal préféré        | X         | X     | X    | X | X |
| Boisson préférée      | X         | X     | Lait | X | X |
| Métier                | X         | X     | X    | X | X |

Puis il faut utiliser la propriété 5 qui dit que la maison verte est immédiatement à gauche de la maison blanche. On a donc deux possibilités :
- Les maisons verte et blanche sont respectivement en numéro 3 et 4.
- Les maisons verte et blanche sont respectivement en numéro 4 et 5.

Si on était dans le premier cas, la propriété 4 nous permettrait de mettre du café dans la maison du milieu, ce qui est impossible car on y a déjà mis du lait !
C'est donc le deuxième cas qui est juste : on peut ajouter les maisons verte et blanche et le café :
| Position de la maison | 1         | 2     | 3    | 4     | 5       |
| --------------------- | --------- | ----- | ---- | ----- | ------- |
| Couleur de la maison  | X         | Bleue | X    | Verte | Blanche |
| Nationalité           | Norvégien | X     | X    | X     | X       |
| Animal préféré        | X         | X     | X    | X     | X       |
| Boisson préférée      | X         | X     | Lait | Café  | X       |
| Métier                | X         | X     | X    | X     | X       |

Il faut encore placer 2 maisons. Où se trouve la maison rouge ? Nécessairement, par élimination, elle est en position 1 ou 3. De plus, d'après la propriété 1, c'est l'Anglais qui y vit. Puisque la première maison est occupée par le Norvégien, elle n'est pas rouge : elle est forcément jaune. Finalement, la maison rouge est la maison restante. On peut donc compléter la ligne des couleurs de maisons.
| Position de la maison | 1         | 2     | 3     | 4     | 5       |
| --------------------- | --------- | ----- | ----- | ----- | ------- |
| Couleur de la maison  | Jaune     | Bleue | Rouge | Verte | Blanche |
| Nationalité           | Norvégien | X     | X     | X     | X       |
| Animal préféré        | X         | X     | X     | X     | X       |
| Boisson préférée      | X         | X     | Lait  | Café  | X       |
| Métier                | X         | X     | X     | X     | X       |

D'après les propriétés 1 et 7, les maisons rouge et jaune abritent respectivement l'Anglais et le diplomate.
| Position de la maison | 1         | 2     | 3       | 4     | 5       |
| --------------------- | --------- | ----- | ------- | ----- | ------- |
| Couleur de la maison  | Jaune     | Bleue | Rouge   | Verte | Blanche |
| Nationalité           | Norvégien | X     | Anglais | X     | X       |
| Animal préféré        | X         | X     | X       | X     | X       |
| Boisson préférée      | X         | X     | Lait    | Café  | X       |
| Métier                | Diplomate | X     | X       | X     | X       |

Avec la propriété 10 et en utilisant le fait que la maison du diplomate est la 1re à gauche, on peut placer le cheval :
| Position de la maison | 1         | 2      | 3       | 4     | 5       |
| --------------------- | --------- | ------ | ------- | ----- | ------- |
| Couleur de la maison  | Jaune     | Bleue  | Rouge   | Verte | Blanche |
| Nationalité           | Norvégien | X      | Anglais | X     | X       |
| Animal préféré        | X         | Cheval | X       | X     | X       |
| Boisson préférée      | X         | X      | Lait    | Café  | X       |
| Métier                | Diplomate | X      | X       | X     | X       |

Que boit le diplomate Norvégien ? On a le choix entre de l'eau, du thé, ou du jus d'orange. Les propriétés 12 et 13 excluent les deux derniers choix. On a donc répondu à l'une des questions ! C'est le Norvégien qui boit de l'eau.
| Position de la maison | 1         | 2      | 3       | 4     | 5       |
| --------------------- | --------- | ------ | ------- | ----- | ------- |
| Couleur de la maison  | Jaune     | Bleue  | Rouge   | Verte | Blanche |
| Nationalité           | Norvégien | X      | Anglais | X     | X       |
| Animal préféré        | X         | Cheval | X       | X     | X       |
| Boisson préférée      | Eau       | X      | Lait    | Café  | X       |
| Métier                | Diplomate | X      | X       | X     | X       |

On sait que le Slovène boit du thé (propriété 12). Il est dans la maison bleue ou blanche.
- S'il vit dans la maison bleue, alors on boit du thé dans la maison bleue et du jus d'orange dans la maison blanche. En combinant ce résultat à la propriété 13, on en déduit que le violoniste vit dans la maison blanche.
- S'il vit dans la maison blanche, alors on boit du thé dans la maison blanche et du jus d'orange dans la maison bleue. En combinant ce résultat à la propriété 13, on en déduit que le violoniste vit dans la maison bleue.

Puisque le Slovène habite nécessairement dans la maison bleue ou blanche, on a un Slovène buveur de thé dans l'une et un violoniste buveur de jus d'orange dans l'autre.
D'après la propriété 3, l'Islandais est ingénieur. Il n'est donc ni Slovène ni violoniste. Il ne peut pas habiter dans la maison bleue ou blanche. On remarque dans le tableau qu'il ne peut pas non plus habiter dans la maison jaune ou rouge à cause de sa nationalité. Il ne lui reste que la maison verte.
| Position de la maison | 1         | 2      | 3       | 4         | 5       |
| --------------------- | --------- | ------ | ------- | --------- | ------- |
| Couleur de la maison  | Jaune     | Bleue  | Rouge   | Verte     | Blanche |
| Nationalité           | Norvégien | X      | Anglais | Islandais | X       |
| Animal préféré        | X         | Cheval | X       | X         | X       |
| Boisson préférée      | Eau       | X      | Lait    | Café      | X       |
| Métier                | Diplomate | X      | X       | Ingénieur | X       |

Puisque l'Espagnol adore son chien (propriété 2), il ne peut pas avoir de cheval. Il ne peut qu'aller dans la maison blanche. Puis on peut placer le Slovène dans la maison bleue par élimination.
| Position de la maison | 1         | 2       | 3       | 4         | 5        |
| --------------------- | --------- | ------- | ------- | --------- | -------- |
| Couleur de la maison  | Jaune     | Bleue   | Rouge   | Verte     | Blanche  |
| Nationalité           | Norvégien | Slovène | Anglais | Islandais | Espagnol |
| Animal préféré        | X         | Cheval  | X       | X         | Chien    |
| Boisson préférée      | Eau       | X       | Lait    | Café      | X        |
| Métier                | Diplomate | X       | X       | Ingénieur | X        |

Comme on a placé le Slovène, on peut utiliser la remarque faite deux étapes avant pour placer les dernières boissons et le violoniste.
| Position de la maison | 1         | 2       | 3       | 4         | 5            |
| --------------------- | --------- | ------- | ------- | --------- | ------------ |
| Couleur de la maison  | Jaune     | Bleue   | Rouge   | Verte     | Blanche      |
| Nationalité           | Norvégien | Slovène | Anglais | Islandais | Espagnol     |
| Animal préféré        | X         | Cheval  | X       | X         | Chien        |
| Boisson préférée      | Eau       | Thé     | Lait    | Café      | Jus d'orange |
| Métier                | Diplomate | X       | X       | Ingénieur | Violoniste   |

Le sculpteur, qui a un âne (propriété 6), vit donc dans la maison rouge.
| Position de la maison | 1         | 2       | 3         | 4         | 5            |
| --------------------- | --------- | ------- | --------- | --------- | ------------ |
| Couleur de la maison  | Jaune     | Bleue   | Rouge     | Verte     | Blanche      |
| Nationalité           | Norvégien | Slovène | Anglais   | Islandais | Espagnol     |
| Animal préféré        | X         | Cheval  | Âne       | X         | Chien        |
| Boisson préférée      | Eau       | Thé     | Lait      | Café      | Jus d'orange |
| Métier                | Diplomate | X       | Sculpteur | Ingénieur | Violoniste   |

On place alors le médecin dans la maison bleue, la seule dont le propriétaire n'a pas encore de métier.
| Position de la maison | 1         | 2       | 3         | 4         | 5            |
| --------------------- | --------- | ------- | --------- | --------- | ------------ |
| Couleur de la maison  | Jaune     | Bleue   | Rouge     | Verte     | Blanche      |
| Nationalité           | Norvégien | Slovène | Anglais   | Islandais | Espagnol     |
| Animal préféré        | X         | Cheval  | Âne       | X         | Chien        |
| Boisson préférée      | Eau       | Thé     | Lait      | Café      | Jus d'orange |
| Métier                | Diplomate | Médecin | Sculpteur | Ingénieur | Violoniste   |

On examine maintenant la propriété 9, restée inutilisée. Celle-ci nous permet de placer le renard car il ne reste qu'une seule maison possible à celui-ci : la maison jaune.
| Position de la maison | 1         | 2       | 3         | 4         | 5            |
| --------------------- | --------- | ------- | --------- | --------- | ------------ |
| Couleur de la maison  | Jaune     | Bleue   | Rouge     | Verte     | Blanche      |
| Nationalité           | Norvégien | Slovène | Anglais   | Islandais | Espagnol     |
| Animal préféré        | Renard    | Cheval  | Âne       | X         | Chien        |
| Boisson préférée      | Eau       | Thé     | Lait      | Café      | Jus d'orange |
| Métier                | Diplomate | Médecin | Sculpteur | Ingénieur | Violoniste   |

On n'a plus qu'une unique case pour le zèbre, ce qui permet de compléter notre tableau...
| Position de la maison | 1         | 2       | 3         | 4         | 5            |
| --------------------- | --------- | ------- | --------- | --------- | ------------ |
| Couleur de la maison  | Jaune     | Bleue   | Rouge     | Verte     | Blanche      |
| Nationalité           | Norvégien | Slovène | Anglais   | Islandais | Espagnol     |
| Animal préféré        | Renard    | Cheval  | Âne       | Zèbre     | Chien        |
| Boisson préférée      | Eau       | Thé     | Lait      | Café      | Jus d'orange |
| Métier                | Diplomate | Médecin | Sculpteur | Ingénieur | Violoniste   |

Le Norvégien boit de l'eau et l'Islandais élève le zèbre.

## Résolution
Une forme de résolution consiste à tracer dans plusieurs tableaux à double ou triple entrées les croisements des différentes possibilités, et de noter les impossibilités et les certitudes. Il existe même quelques logiciels dédiés à la création ou résolution d'intégramme.